# باميلا سو أندرسون
باميلا سو أندرسون (بالإنجليزية: Pamela Sue Anderson)‏ هي فيلسوفة أمريكية، ولدت في 16 أبريل 1955 في مقاطعة هينيبين في الولايات المتحدة، وتوفيت في 12 مارس 2017 بسبب سرطان.